# 神津健
神津 健（こうづ たけし、1977年（昭和52年）1月21日 - ）は、日本の政治家。立憲民主党所属の衆議院議員（2期）。議会登録名は、神津たけし。

## 来歴
神奈川県鎌倉市出身。本籍長野県佐久市。健の父・進（羽田孜の実弟）は20歳の時に進・孜らの母・羽田とし子（羽田武嗣郎の妻）の叔父である岩石学者・鉱物学者の神津俶祐（とし子の父・神津藤平の弟）の養子となり神津姓となる。オターバイン大学卒業、経営学士。政策研究大学院大学政策研究科修了、国際開発研究修士。国際協力機構企画調査員、アフリカ開発銀行運輸交通インフラ・アドバイザー、株式会社GLOBRIDGE代表取締役を歴任。国際協力機構時代はケニアやチュニジアなどのインフラ整備に携わるなど、計17年間をアフリカで過ごす。
2021年4月25日、参議院議員の羽田雄一郎の死去に伴う長野県選挙区の補欠選挙が行われ、雄一郎の弟で立憲民主党公認の羽田次郎が初当選。羽田一族を支えた後援会「千曲会」はただちに動き、次期衆院選の長野3区に羽田孜元首相の甥の神津を擁立する方針を決定。翌4月26日、『中日新聞』によって神津擁立の旨が報じられた。
同年10月31日の第49回衆議院議員総選挙に立憲民主党公認で立候補。自由民主党公認の井出庸生に敗れるも、比例復活で初当選した。枝野幸男代表の辞任に伴う代表選挙（11月30日実施）では泉健太の推薦人に名を連ねた。
2024年9月23日に実施された代表選挙では野田佳彦の推薦人に名を連ねた。
同年10月27日の第50回衆議院議員総選挙では井出を破り小選挙区で再選。

## 政策・主張

### 憲法
- 憲法改正について、2021年のアンケートで「反対」と回答[15]。
- 憲法9条への自衛隊の明記について、2021年のアンケートで「反対」と回答[16]。
- 憲法を改正し緊急事態条項を設けることについて、2021年の毎日新聞社のアンケートで「反対」と回答[17]。

### 外交・安全保障
- 「他国からの攻撃が予想される場合には敵基地攻撃もためらうべきではない」との問題提起に対し、2021年のアンケートで「反対」と回答[15]。
- 「北朝鮮に対しては対話よりも圧力を優先すべきだ」との問題提起に対し、2021年のアンケートで「反対」と回答[15]。
- 普天間基地の辺野古移設について、2021年のアンケートで「反対」と回答[15]。
- 徴用工訴訟などの歴史問題をめぐる日韓の関係悪化についてどう考えるかとの問いに対し、2021年の毎日新聞社のアンケートで「政府の今の外交方針でよい」と回答[17]。

### ジェンダー
- 選択的夫婦別姓制度導入について、2021年のアンケートで「賛成」と回答[15]。
- 同性婚を可能とする法改正について、2021年のアンケートで「賛成」と回答[16]。
- 「LGBTなど性的少数者をめぐる理解増進法案を早期に成立させるべきか」との問題提起に対し、2021年のアンケートで「賛成」と回答[15]。
- クオータ制の導入について、2021年の毎日新聞社のアンケートで「反対」と回答し[17]、同年のNHKのアンケートで回答しなかった[16]。

### その他
- 「原子力発電への依存度について今後どうするべきか」との問題提起に対し、2021年のアンケートで「ゼロにすべき」と回答[16]。
- 新型コロナウイルス対策として、消費税率の一時的な引き下げについて、「必要」と回答[16]。
- 森友学園への国有地売却をめぐる公文書改竄問題で、2021年5月6日、国は「赤木ファイル」の存在を初めて認めた[18]。しかし5月13日、菅義偉首相はファイルの存在を踏まえた再調査を行わない考えを報道各社に書面で示した[19]。9月の自民党総裁選挙で総裁に選出された岸田文雄も10月11日、衆議院本会議の代表質問で再調査の実施を否定した[20]。国の対応をどう考えるかとの同年の毎日新聞社のアンケートに対し「さらに調査や説明をすべきだ」と回答[17]。

## 支持団体
- JR総連から組織推薦候補として支援を受けている[21]。

## 選挙歴
| 当落 | 選挙                   | 執行日         | 選挙区      | 政党       | 得票数     | 得票率 | 定数 | 得票順位 /候補者数 | 政党内比例順位 /政党当選者数 |
| ---- | ---------------------- | -------------- | ----------- | ---------- | ---------- | ------ | ---- | ------------------ | ---------------------------- |
| 比当 | 第49回衆議院議員総選挙 | 2021年10月31日 | 長野県第3区 | 立憲民主党 | 10万9179票 | 46.87% | 1    | 2/3                | 3/3                          |
| 当   | 第50回衆議院議員総選挙 | 2024年10月27日 | 長野県第3区 | 立憲民主党 | 12万1594票 | 55.0%  | 1    | 1/2                | /                            |